# Belgische euromunten
De Belgische euromunten hebben sinds 2014 als ontwerp een afbeelding van koning Filip van België, waaromheen de 12 sterren van de EU zichtbaar zijn.
Voordien werd Koning Albert II afgebeeld. Dat ontwerp was van de hand van Jan Alfons Keustermans.
Tot 2017 werden de euromunten geslagen door de Koninklijke Munt van België, sinds 2017 wordt het aanmunten uitbesteed aan de Koninklijke Nederlandse Munt in Utrecht.

## Belgische euromunten (1999 - 2007)

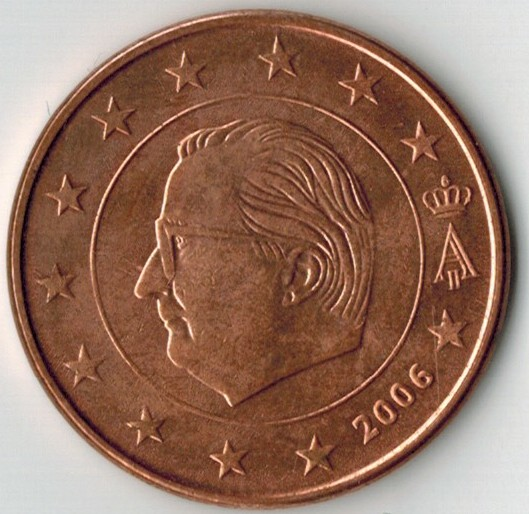

| € 0,01                                              | € 0,02 | € 0,05             |
| --------------------------------------------------- | ------ | ------------------ |
|                                                     |        |                    |
| Portret en monogram van Koning Albert II van België |        |                    |
| € 0,10                                              | € 0,20 | € 0,50             |
|                                                     |        |                    |
| Portret en monogram van Koning Albert II van België |        |                    |
| € 1                                                 | € 2    | € 2 Rand           |
|                                                     |        | drie keer herhaald |
| Portret en monogram van Koning Albert II van België |        |                    |

## Belgische euromunten (2008)
België, bekend om de, letterlijke, eenvormigheid van de nationale zijde (alle munten hetzelfde) heeft in 2008, als tweede land uit de eurozone (na Finland), het ontwerp marginaal aangepast om te kunnen voldoen aan de verscherpte richtlijnen voor de nationale zijden.

De veranderingen zijn niet spectaculair (toevoeging van de afkorting ´BE´ en de verplaatsing van het monogram en het jaartal naar de binnenzijde van de ring met 12 sterren) en tegen alle richtlijnen in een nieuwe afbeelding van Albert II, maar België krijgt hierdoor wel een tweede serie munten. Ook dit keer wordt hetzelfde ontwerp acht keer gebruikt.
| € 0,01                                              | € 0,02 | € 0,05             |
| --------------------------------------------------- | ------ | ------------------ |
|                                                     |        |                    |
| Portret en monogram van Koning Albert II van België |        |                    |
| € 0,10                                              | € 0,20 | € 0,50             |
|                                                     |        |                    |
| Portret en monogram van Koning Albert II van België |        |                    |
| € 1                                                 | € 2    | € 2 Rand           |
|                                                     |        | drie keer herhaald |
| Portret en monogram van Koning Albert II van België |        |                    |

## Belgische euromunten (2009 - 2013)

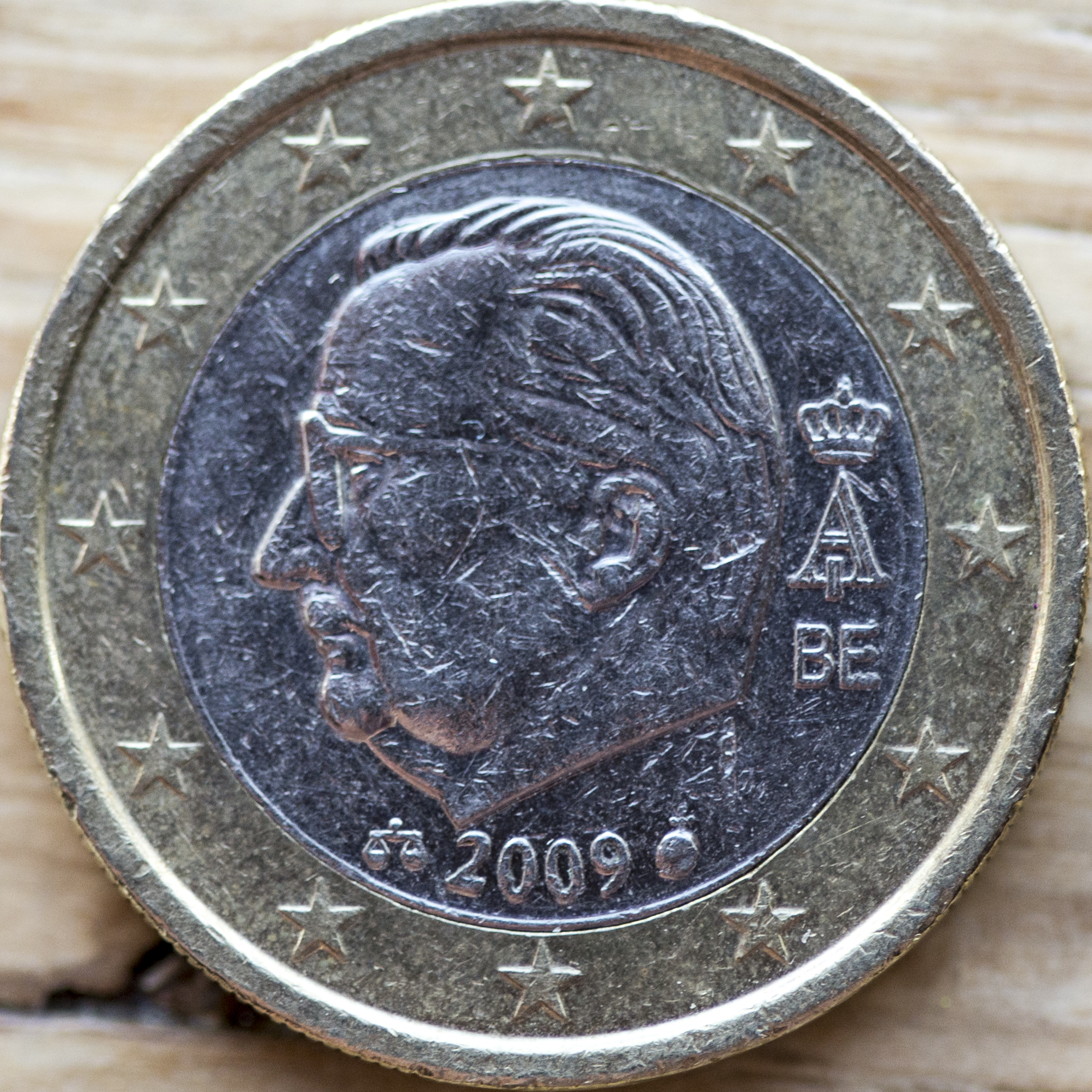

In 2009 zijn de Belgische euromunten nogmaals aangepast omdat het land in 2008 niet alleen de munt aangepast heeft om aan de verscherpte richtlijnen te kunnen voldoen, maar ook het portret van koning Albert II helemaal hertekend heeft. Dit mocht ten vroegste na 10 jaar of vroeger in geval van een troonswisseling. In 2009 staat op de munten dus weer het oude portret van koning Albert II, terwijl alle overige wijzigingen die in 2008 werden doorgevoerd wel gehandhaafd zijn.
| € 0,01                                              | € 0,02 | € 0,05             |
| --------------------------------------------------- | ------ | ------------------ |
|                                                     |        |                    |
| Portret en monogram van Koning Albert II van België |        |                    |
| € 0,10                                              | € 0,20 | € 0,50             |
|                                                     |        |                    |
| Portret en monogram van Koning Albert II van België |        |                    |
| € 1                                                 | € 2    | € 2 Rand           |
|                                                     |        | drie keer herhaald |
| Portret en monogram van Koning Albert II van België |        |                    |

## Belgische euromunten (2014 - heden)
| € 0,01                                          | € 0,02 | € 0,05             |
| ----------------------------------------------- | ------ | ------------------ |
|                                                 |        |                    |
| Portret en monogram van Filip van België        |        |                    |
| € 0,10                                          | € 0,20 | € 0,50             |
|                                                 |        |                    |
| Portret en monogram van Koning Filip van België |        |                    |
|                                                 |        | € 2 Rand           |
|                                                 |        | drie keer herhaald |
| Portret en monogram van Koning Filip van België |        |                    |

## Herdenkingsmunten van € 2
- Herdenkingsmunt van 2005: Belgisch-Luxemburgse Economische Unie (BLEU)
- Herdenkingsmunt van 2006: Renovatie van het Atomium
- Herdenkingsmunt van 2007: Gemeenschappelijke uitgifte naar aanleiding van de 50ste verjaardag van het Verdrag van Rome
- Herdenkingsmunt van 2008: 60ste verjaardag van de Universele Verklaring van de Rechten van de Mens
- Herdenkingsmunt van 2009: Gemeenschappelijke uitgifte naar aanleiding van de 10de verjaardag van de Europese Economische en Monetaire Unie
- Herdenkingsmunt van 2009: 200ste verjaardag Louis Braille
- Herdenkingsmunt van 2010: Voorzitterschap Europese Unie
- Herdenkingsmunt van 2011: 100ste verjaardag van de eerste vrouwendag in België
- Herdenkingsmunt van 2012: Gemeenschappelijke uitgifte naar aanleiding van de 10de verjaardag van de invoering van de Euro
- Herdenkingsmunt van 2012: 75 jaar Koningin Elisabethwedstrijd
- Herdenkingsmunt van 2013: 100 jaar Koninklijk Meteorologisch Instituut van België
- Herdenkingsmunt van 2014: 100ste verjaardag van de uitbraak van de Eerste Wereldoorlog
- Herdenkingsmunt van 2014: 150-jarig bestaan van het Belgische Rode Kruis
- Herdenkingsmunt van 2015: Gemeenschappelijke uitgifte naar aanleiding van het 30-jarig bestaan van de Europese vlag
- Herdenkingsmunt van 2015: Europees Jaar voor ontwikkeling
- Herdenkingsmunt van 2016: Deelname van België aan de Olympische Zomerspelen van 2016 in Rio de Janeiro
- Herdenkingsmunt van 2016: 20-jarig bestaan van Child Focus
- Herdenkingsmunt van 2017: 200ste verjaardag van de oprichting van de Universiteit van Luik
- Herdenkingsmunt van 2017: 200ste verjaardag van de oprichting van de Universiteit van Gent
- Herdenkingsmunt van 2018: 50ste verjaardag van de studentenrevolte in mei 1968
- Herdenkingsmunt van 2018: 50ste verjaardag van de lancering van de ESRO 2B (Iris 2)
- Herdenkingsmunt van 2019: 450ste sterfdag van Pieter Bruegel de Oude
- Herdenkingsmunt van 2019: 25ste verjaardag van de oprichting van het Europees Monetair Instituut (EMI)
- Herdenkingsmunt van 2020: Internationaal Jaar van de Plantengezondheid
- Herdenkingsmunt van 2020: Jan van Eyck jaar 2020
- Herdenkingsmunt van 2021: 100ste verjaardag van de oprichting van de Belgisch-Luxemburgse Economische Unie (BLEU)
- Herdenkingsmunt van 2021: 500ste verjaardag van de bekendmaking van het decreet tot uitgifte van een tweede serie munten tijdens het bewind van Keizer Karel V
- Herdenkingsmunt van 2022: Voor de zorg tijdens de COVID-pandemie
- Herdenkingsmunt van 2022: Gemeenschappelijke uitgifte naar aanleiding van het 35-jarig bestaan van het ERASMUS-programma
- Herdenkingsmunt van 2023: Het “jaar van de Art Nouveau” in België
- Herdenkingsmunt van 2023: 75ste verjaardag van de invoering van het algemeen vrouwenkiesrecht
- Herdenkingsmunt van 2024: Voorzitterschap Europese Unie
- Herdenkingsmunt van 2024: De strijd tegen kanker in België
- Herdenkingsmunt van 2025: Nationale Loterij van België
- Herdenkingsmunt van 2025: Racecircuit van Spa-Francorchamps

## Herdenkingsmunten

### 2002
- 10 euro zilver: 50 jaar Noord-Zuidverbinding in Brussel - 925/1000 zilver - 18,75 gram - 33 mm.
- 100 euro goud: Hulde aan de pioniers van de Europese Eenmaking - 999/1000 goud - 15,55 gram - 29 mm.

### 2003
- 100 euro goud: 200 jaar Germinal - 999/1000 goud - 15,55 gram - 29 mm.
- 10 euro zilver: 100 jaar geleden werd Georges Simenon geboren - 925/1000 zilver - 18,75 gram - 33 mm.

### 2004
- 10 euro zilver: 75 jaar Kuifje - 925/1000 zilver - 18,75 gram - 33 mm.
- 50 euro goud: 70e verjaardag van Koning Albert II - 999/1000 goud - 6,22 gram  - 21 mm.
- 10 euro zilver: Uitbreiding Europese Unie - 925/1000 zilver - 18,75 gram - 33 mm.
- 100 euro goud. Uitbreiding Europese unie - 999/1000 goud -15,55 gram - 29mm

### 2005
- 10 euro zilver: 100 jaar Derby der Lage Landen - 75  jaar Heizelstadion - 925/1000 zilver - 18,75 gram - 33 mm.
- 20 euro zilver: FIFA. Ter gelegenheid van het FIFA voetbalkampioenschap - 925/100 zilver - 22,85 gram - 37 mm.
- 10 euro zilver: 60 jaar vrede en vrijheid. Ter herdenking van de bevrijding in 1945 - 925/1000 zilver - 18,75 gram - 33 mm.
- 100 euro goud: 175 jaar Belgische Onafhankelijkheid - 999/1000 goud - 15,55 gram - 29 mm.

### 2006
- 100 euro goud: 175 jaar Belgische Dynastie - 999/1000 goud - 15,55 gram - 29 mm - oplage 5.000.
- 10 euro zilver: Mijnramp in Marcinelle. Ter herdenking van de mijnramp in Marcinelle - 925/1000 zilver - 18,75 gram - 33 mm.
- 10 euro zilver: Justus Lipsius. Ter ere van Justus Lipsius - 925/1000 - 18,75 gram - 33 mm - oplage 50.000

### 2007
- 10 euro zilver: Belgische basis op Antarctica - 925/1000 zilver - 18,75 gram - 33 mm - oplage 50.000
- 10 euro zilver: Verdrag van Rome. Ter gelegenheid van 50 jaar Verdrag van Rome - 925/1000 zilver - 18,75 gram - 33 mm - oplage 40.000
- 50 euro goud: Verdrag van Rome. Ter gelegenheid van 50 jaar Verdrag van Rome - 999/1000 goud - 6,22 gram - 21 mm - oplage 2.500
- 20 euro zilver: 100 jaar Hergé - 925/1000 - 22,85 gram - 37 mm - oplage 50.000
- 100 euro goud: 175 jaar Belgisch muntslag - 999/1000 goud - 15,55 gram - 29 mm - oplage 5.000

### 2008
- 50 euro goud: Maurice Maeterlinck - 999/1000 - 6,22 gram - 21 mm - oplage 2.500
- 10 euro zilver: Maurice Maeterlinck - 925/1000 - 18,75 gram - 33 mm - oplage 20.000
- 25 euro goud: Olympische Spelen Peking - 999/1000 - 3,11 gram - 18 mm - oplage 5.000
- 10 euro zilver: Olympische Spelen Peking - 925/1000 zilver - 18,75 gram - 33 mm - oplage 20.000
- 100 euro Goud: 50 jaar Expo 1958. Ter gelegenheid van 50 jaar expo en atomium in Brussel - 999/1000 - 15,55 gram - 29 mm - oplage 3.000
- 5 euro Zilver: 50 jaar Smurfen. Ter gelegenheid van de 50ste verjaardag van de stripreeks getekend door Peyo - 925/1000 - 30 mm - oplage 25.000

### 2009
- 10 euro zilver: Verjaardag van Koning Albert II. Ter gelegenheid van de 75ste verjaardag van Koning Albert II.
- 50 euro goud: Erasmus / 10 euro zilver 2009 : Erasmus. Ter gelegenheid van de 500e verjaardag van 'meesterwerk Erasmus essay Stultitiae Laus' (De Lof der Zotheid).
- 100 euro goud: Huwelijks verjaardag Koninklijk paar. Ter gelegenheid van de 50ste huwelijksverjaardag van Koning Albert II en Koningin Paola.
- 20 euro zilver: De Heiligverklaring van Pater Damiaan - 925/1000 - 22,85 gram - 37 mm - oplage 15.000

### 2010
- 10 euro zilver: 100 jaar Koninklijk Museum voor Midden-Afrika - 925/1000 - 18,75 gram - 33 mm - oplage 20.000
- 10 euro zilver: Django Rheinhardt. Ter gelegenheid van de 100ste geboortedag van Django Rheinhardt.
- 100 euro goud: Verjaardag Prins Filip. Ter gelegenheid van de 50ste verjaardag van Prins Filip - 999/1000 - 15,55 gram - 29 mm - oplage 2.000
- 5 euro zilver: 175 Jaar Spoorwegen. Ter gelegenheid van 175 jaar spoorwegen - 925/1000 - 14,60 gram - 30 mm - oplage 20.000
- 20 euro zilver: A Dog of Flanders - 925/1000 - 22,85 gram - 37 mm - oplage 40.000

### 2011
- 50 euro goud: Auguste Antoine Piccard - 999/1000 goud - 6,22 gram - 21 mm - oplage 2.500
- 10 euro zilver: Auguste Antoine Piccard - 925/1000 zilver - 18,75 gram - 33 m - 15.000
- 5 euro zilver: Hélène Dutrieu - 925/1000 - 14,60 gram - 30 mm - oplage 10.000
- 100 euro goud: Victor Horta - 999/1000 - 15,55 gram - 29 mm - oplage 2.000

### 2012
- 100 euro goud: 500ste verjaardag van Mercator - 999/1000 goud - 15,55 gram - 29 mm - oplage 2.000
- 50 euro goud: Paul Delvaux - 999/1000  - 6,22 gram - 21 mm - oplage 1.500
- 10 euro zilver: Paul Delvaux - 925/1000 - 18,75 gram - 33 mm - oplage 15.000
- 10 euro zilver: Baron de Coubertin - 925/1000 - 18,75 gram - 33 mm - oplage 10.000

### 2013
- 10 euro zilver: Hugo Claus, als eerbetoon - 925/1000 - 18,75 gram - 33 mm - oplage 10.000
- 50 euro goud: Hugo Claus, als eerbetoon - 999/1000 goud - 6,22 gram - 21 mm - oplage 1.000
- 10 euro zilver: Ronde van Vlaanderen, herdenking 100 jaar Ronde van Vlaanderen.
- 100 euro goud: Koning Boudewijn - 20ste verjaardag overlijden - 999/1000 goud - 15,5 gram - 29 mm - oplage 1.500
- 20 euro zilver: troonsoverdracht tussen koning Albert II en koning Filip - 925/1000 - 22,85 gram - 37 mm - oplage 15.000.

### 2014
- 20 euro zilver: 25 jaar val van de Berlijnse Muur - 925/1000 - 22,85 gram - 37 mm - oplage 15.000
- 10 euro zilver: 200ste verjaardag van Adolphe Sax - 925/1000 - 18,75 gram - 33 mm - oplage 15.000
- 50 euro goud:  200ste verjaardag van Adolphe Sax - 999/1000 - 6,22 gram - 21 mm - oplage 1.000
- 10 euro zilver: 100 Jaar Wereldoorlog I - 925/1000 - 18,75 gram - 33 mm - oplage 15.000
- 5 euro zilver: Nobelprijswinnaar François Englert en Robert Brout - 925/1000 - 14,60 gram - 30 mm - oplage 6.000
- 100 euro goud: 500st verjaardag van de geboorte van Vesalius - 999/1000 - 15,55 gram - 29 mm - oplage 500.

### 2015
- 25 euro goud: 500 jaar blijde intrede van Keizer Karel V - 999/1000 - 3,11 gram - 18 mm - oplage 1.500
- 10 euro zilver: Slag bij Waterloo - 925/1000 - 18,75 gram - 33 mm - oplage 10.000
- 2,5 euro koper en zink: Slag bij Waterloo - 25,50 mm - 11 gram - oplage 100.000 (30.000 FDC en 70.000 in coincard)
- 10 euro zilver: 70 jaar Vrede en Vrijheid in Europa - 925/1000 - 18,75 gram - 33 mm - oplage 10.000
- 20 euro zilver: Ontvoering van Europa (Erasmus Quellinus II) - 925/1000 - 22,85 gram - 37 mm - oplage 10.000
- 50 euro goud: Ontvoering van Europa (Erasmus Quellinus II) - 999/1000 - 21 mm - 6,22 gram - oplage 1.000
- 5 euro: Herdenkingsmunt voor de eerste vrouwelijke federaal minister Marguerite De Riemaecker-Legot - 925/1000 - 14,60 gram - 30mm - oplage 5.000
- 100 euro goud: koning Filip wordt 55 jaar - 999/1000 - 15,55 gram - 29 mm - 750 stuks
- 5 euro: Bergen, Europese culturele hoofdstad 2015, argentaan (Cu 64 - Ni 12 - Zn 24) - 12,05 gram - 30 mm - oplage 15.000

### 2016
- 10 euro zilver: Olympische Spelen 2016 - 925/1000 - 18,75 gram - 33 mm - oplage: 10.000
- 20 euro zilver: 100 jaar Commission for Relief in Belgium - Herbert Hoover - 925/1000 - 22,85 gram - 37 mm - oplage: 2.500
- 25 euro goud: 175 jaar Koninklijke Belgisch Genootschap voor Nusmismatiek - 999/1000 - 3,22 gram - 18 mm - oplage: 500
- 10 euro zilver: Albert Einstein - 925/1000 - 18,75 gram - 33 mm - oplage: 7.500
- 50 euro goud: Albert Einstein - 999/1000 - 6,22 gram - 21 mm - oplage: 1.000
- 5 euro zilver: Emile Verhaeren - 925/1000 - 14,60 gram - 30 mm - oplage: 2.000
- 100 euro goud: Gabrielle Petit - 999/1000 - 15,55 gram - 29 mm - oplage: 300
- 5 euro kopernikkel: Georges Lemaître - 12 gram - 30 mm - oplage: 6.000

### 2017
- 20 euro zilver: Toots Thielemans - 925/1000 - 22,85 gram - 37 mm - oplage: 5.000
- 10 euro zilver: Station Antwerpen-Centraal - 925/1000 - 18,75 gram - 33 mm - oplage: 5.000
- 50 euro goud: Station Antwerpen-Centraal - 999/1000 - 6,22 gram - 21 mm - oplage: 750
- 5 euro zilver: 50ste verjaardag van eerste harttransplantatie door dokter Christiaan Barnard - 925/1000 - 14,60 gram - 30 mm - oplage: 5.000
- 25 euro goud: 25ste verjaardag van het Verdrag van Maastricht - 999/1000 - 3,11 gram - 18 mm - oplage: 750
- 5 euro koper-nikkel: Guust Flater - 12 gram - 30 mm - oplage: 7.500
- 10 euro zilver: 150 Jaar Tijl Uilenspiegel - Charles De Coster - 925/1000 - 18,75 gram - 33 mm - oplage: 5.000
- 20 euro zilver: architect Joseph Poelaert - 925/1000 - 22,85 gram - 37 mm - oplage: 2.000
- 100 euro goud: René Magritte - 999/1000 - 15,55 gram - 29 mm - oplage: 500

### 2018[1]
- 50 euro goud: Rubens - Barok en Rococo - 999/1000 - 6,22 gram - 21 mm - oplage: 1.000
- 25 euro goud: Hugo Claus - 999/1000 - 3,11 gram - 18 mm - oplage: 1.500
- 10 euro zilver: Rubens - Barok en Rococo - 925/1000 - 18,75 gram - 33 mm - oplage: 7.500
- 2,5 euro messing: Rode Duivels - 8,5 gram - 25,65 mm - oplage: 500.000
- 20 euro zilver: ESRO-2B - 925/1000 - 22,85 gram - 37 mm - oplage: 5.000
- 100 euro goud: Koning Boudewijn - 999/1000 - 15,55 gram - 29 mm - oplage: 750
- 5 euro klassiek zilver: De Smurfen - 925/1000 - 14,6 gram - 30 mm - oplage: 6.250
- 5 euro zilver met inkleuring: De Smurfen - 925/1000 - 14,6 gram - 30 mm - oplage: 6.250
- 10 euro zilver: Jacques Brel - 925/1000 - 18,75 gram - 33 mm - oplage: 5.000
- 5 euro koper/nikkel: 100 jaar viering van de wapenstilstand en herintrede van de vrede - 12 gram - 30 mm - oplage: 100.000

### 2019
- 5 euro koper-nikkel: Kuifje - 12,7 gram - 30,1 mm - reliëf - oplage: 6.250
- 5 euro koper-nikkel: Kuifje - 12,7 gram - 30,1 mm - kleur - oplage: 6.250
- 10 euro zilver: Pieter Bruegel de Oude - 925/1000 - 18,75 gram - 33 mm - oplage: 5.000
- 50 euro goud: Pieter Bruegel de Oude - 999/1000 - 6,22 gram - 21 mm - oplage: 1.000
- 2,5 euro: Grand Départ Brussel - messing - 10,50 gram - 25,65 mm - oplage 120.000
- 25 euro goud: Audrey Hepburn - 90ste geboortedag - 999/1000 - 3,11 gram - 18 mm - oplage 1.000
- 5 euro kopper-nikkel: 75 Jaar D-Day - 1944-2019 - 12 gram - 30 mm - oplage: 12.500
- 5 euro zilver: 50 jaar na de eerste maanlanding - 1969-2019 - 925/100 - 14,60 gram - 30 mm - oplage: 5.000
- 10 euro zilver: 100ste geboortedatum van Briek Schotte - 1919-2019 - 925/1000 - 18,75 gram - 33 mm - oplage: 3.000
- 2,5 euro: 400 jaar Manneken Pis - messing - 10,50 gram - 25,65 mm - oplage: 120.000
- 12,5 euro goud: 30 jaar na de Val van de Berlijnse Muur - 999/1000 goud - 1,25 gram - 14 mm - oplage: 2.500

### 2020
- 2,5 euro: 100 jaar VII Olympiade - 1920 - messing - 10,50 gram - 25,65 mm - oplage: 25.000 - reliëf
- 2,5 euro: 100 jaar VII Olympiade - 1920 - messing - 10,50 gram - 25,65 mm - oplage: 25.000 - met ingekleurde Belgische vlag
- 20 euro zilver: Brugge 20 jaar Unesco Werelderfgoed - 925/1000 - 37 mm - 22,85 gram - oplage 2.500
- 5 euro koper-nikkel: 75 jaar Suske en Wiske - 12 gram - 30 mm - reliëf - oplage: 6.250
- 5 euro koper-nikkel: 75 jaar Suske en Wiske - 12 gram - 30 mm - kleur - oplage: 6.250
- 5 euro zilver: 185 jaar eerste trein op het Europese vasteland - 925/1000 - 14,60 gram - 30 mm - oplage: 5.000
- 12,5 euro goud: 150ste verjaardag geboorte Jane Brigode - 999/1000 - 1,25 gram - 14 mm - oplage: 2.500
- 2,5 euro: 75 jaar Vrede en Vrijheid in Europa - messing - 10,50 gram - 25,65 mm - oplage: 50.000
- 10 euro zilver: 500ste geboortedatum van Christoffel Plantijn - 925/1000 - 18,75 gram - 33 mm - oplage: 3.000
- 10 euro zilver: Jan Van Eyck, schilder van het Lam Gods - 925/1000 - 18,75 gram - 33 mm - oplage: 5.000
- 50 euro goud: Jan Van Eyck, schilder van het Lam Gods - 999/1000 - 6,22 gram - 21 mm - oplage: 1.000
- 2,5 euro: Peace and Freedom in Europe - 25,65 mm - oplage: 15.000

### 2021
- 2,5 euro messing: Belgische Biercultuur - 10,5 gram - 25,65 mm - oplage: 20.000
- 2,5 euro messing: Europees kampioenschap voetbal 2020 - 10,5 gram - 25,65 mm - oplage: 50.000[2]
- 5 euro koper-nikkel: Blake & Mortimer - 12,7 gram - 30 mm - oplage: 7.500 - reliëf
- 5 euro koper-nikkel: Blake & Mortimer - 12,7 gram - 30 mm - oplage: 7.500 - kleur
- 25 euro goud: Blake & Mortimer - 999/1000 - 3,11 gram - 18 mm - oplage: 1.000
- 5 euro zilver: Charles Van Depoele - 925/1000 - 14,60 gram - 30 mm - oplage: 5.000
- 5 euro koper-nikkel: Team Belgium Tokyo 2020 - 12,67 gram - 30 mm - oplage: 6.250 - reliëf
- 5 euro koper-nikkel: Team Belgium Tokyo 2020 - 12,67 gram - 30 mm - oplage: 6.250 - kleur
- 20 euro zilver: Roger Raveel - 925/1000 - 22,85 gram - 37 mm - oplage: 2.500
- 5 euro koper-nikkel: Europees jaar van het spoor - 12,67 gram - 30 mm - oplage: 12.500
- 10 euro zilver: 500 jaar Carolus V Munten - 925/1000 - 18,75 gram - 33 mm - oplage: 5.000
- 50 euro goud: 500 jaar Carolus V Munten - 999/1000 - 6,22 gram - 21 mm - oplage: 1.000
- 12,5 euro goud: Antwerpen Diamantstad - 999/1000 - 1,25 gram - 14 mm - oplage: 2.500

### 2022
- 12,5 euro goud : Koninklijke Serres van Laken - 999/1000 goud - 1,25 gram - 14 mm - oplage 2.500
- 2,5 euro messing: 100 jaar Vogelbescherming in België - 10,50 gram - 25,65 mm - oplage: 25.000
- 2,5 euro messing: 20 jaar Euromunt - 10,50 gram - 25,65 mm - oplage: 17.500
- 20 euro zilver: 150 jaar Red Star Line - 925/1000 - 22,85 gram - 37 mm - oplage 2.500
- 10 euro zilver: 100 jaar Graf van de Onbekende Soldaat - 925/1000 - 18,75 gram - 33 mm - oplage: 5.000
- 5 euro kopernikkel: 70 jaar Marsupilami - reliëf - 12,7 gram - 30 mm - oplage: 7.500
- 5 euro kopernikkel: 70 jaar Marsupilami - kleur - 12,7 gram - 30 mm - oplage: 7.500

### 2023
- 12,5 euro goud 2023 : koningin Mathilde - 50ste verjaardag - 999/1000 goud - 1,25 gram - 14 mm - oplage: 2.500
- 5 euro: Robbedoes - 85 jaar - Cu/Ni - 12,7 gram - 30 mm - oplage: 7.500
- 2,5 euro: Belgische Festivalcultuur - messing - 10,50 gram - 25,65 mm - oplage: 35.000, waarvan 7.500 in de FDC-set 2023
- 2,5 euro: Fietsbeleving in België - messing - 10,50 gram - 25,65 mm - oplage: 30.000
- 20 euro zilver: 100 jaar Sabena - 925/1000 zilver - 22,85 gram - 37 mm - oplage: 2.500
- 10 euro zilver: Hanzesteden van België - 925/1000 zilver - 18,75 gram - 33 mm - oplage: 5.000

### 2024
- 10 euro zilver: 75 jaar Navo - 925/1000 zilver - 18,75 gram - 33 mm - oplage: 3.000
- 2,5 euro: James Ensor - messing - 10,50 gram - 25,65 mm - oplage: 16.000
- 2,5 euro: De Bij - messing - 10,50 gram - 25,65 mm - oplage: 18.500
- 5 euro: Lucky Luke - CuNi - 12,7 gram - 30 mm - oplage: 15.000
- 20 euro zilver: Olympisch Herdenkingsmunt - 925/1000 zilver - 22,85 gram - 37 mm - oplage: 2.500
- 12,5 euro goud: Zilver Huwelijksjubileum Koning Filip en Koningin Mathilde - 1,25 gram - 999/1000 goud - 14 mm - oplage: 2.500

### 2025
- 20 euro zilver: 600 jaar KU Leuven - UC Louvain - 925/1000 zilver - 22,85 gram - 37 mm - oplage: 2.500
- 12,5 euro goud: 65ste verjaardag Koning Filip - 999/1000 goud - 1,25 gram - 14 mm - oplage: 2.500
- 10 euro zilver: Neolithische Vuursteenmijnen Spiennes 25 jaar UNESCO Werelderfgoed - 925/1000 zilver - 18,75 gram - 33 mm - oplage: 3.000
- 2,5 euro messing: 50 jaar European Space Agency - messing - 10,5 gram - 25,65 mm - oplage: 5.000 Nederlands + 5.000 Franstalig

### Reeksen

#### Koningen
- 12,5 euro goud van 2006 tot 2011, 6 munten, met om beurt de beeltenis van een van de Belgische vorsten (tot Albert II) - 999/1000 goud - 1,25 gram - 14 mm.
- 12,5 euro goud 2015 : koning Filip - 999/1000 goud - 1,25 gram - 14 mm - oplage 6.000

#### Koninginnen
- 12,5 euro goud 2018 : koningin Louise Marie - 999/1000 goud - 1,25 gram - 14 mm - oplage 2.500
- 12,5 euro goud 2016 : koningin Marie Henriëtte - 999/1000 goud - 1,25 gram - 14 mm - oplage 2.000
- 12,5 euro goud 2016 : koningin Elisabeth - 999/1000 goud - 1,25 gram - 14 mm - oplage 2.000
- 12,5 euro goud 2015 : koningin Mathilde - 999/1000 goud - 1,25 gram - 14 mm - oplage 6.000
- 12,5 euro goud 2014 : koningin Astrid - 999/1000 goud - 1,25 gram - 14 mm - oplage 6.000
- 12,5 euro goud 2013 : koningin Fabiola - 999/1000 goud - 1,25 gram - 14 mm - oplage 6.000
- 12,5 euro goud 2012 : koningin Paola - 999/1000 goud - 1,25 gram - 14 mm.